# Rob Gauntlett
Rob Gauntlett (10 de maio de 1987 - 9 de janeiro de 2009) foi um explorador, aventureiro e montanhista britânico. Em 2006, foi o mais jovem britânico a subir o Monte Everest, com 19 anos.

## Morte
Na manhã de 10 de janeiro de 2009, uma equipe de resgate alpina encontrou sem vida os corpos de Gaunlett e de seu companheiro James Atkinson, que morreram provavelmente em decorrência de um acidente, provavelmente ocorrido devido a uma avalanche ocorrida na região de Chamonix-Mont-Blanc. Ambos tinham 21 anos.